# Dactiloptèrids
Els dactiloptèrids (Dactylopteridae) són una família de peixos marins, l'única del subordre Dactylopteroidei inclòs en l'ordre Sygnathiformes, distribuïts per aigües tropicals de l'Atlàntic, Índic i Pacífic.

## Gèneres i espècies
Existeixen solament 7 espècies agrupades en 2 gèneres: 
- Gènere Dactyloptena (Jordan i Richardson, 1908)
  - Dactyloptena gilberti (Snyder, 1909)
  - Dactyloptena macracantha (Bleeker, 1854)
  - Dactyloptena orientalis (Cuvier, 1829)
  - Dactyloptena papilio (Ogilby, 1910)
  - Dactyloptena peterseni (Nyström, 1887)
  - Dactyloptena tiltoni (Eschmeyer, 1997)
- Gènere Dactylopterus (Lacepède, 1801)
  - Dactylopterus volitans (Linnaeus, 1758) - Verat volador